# 幡日佐神社

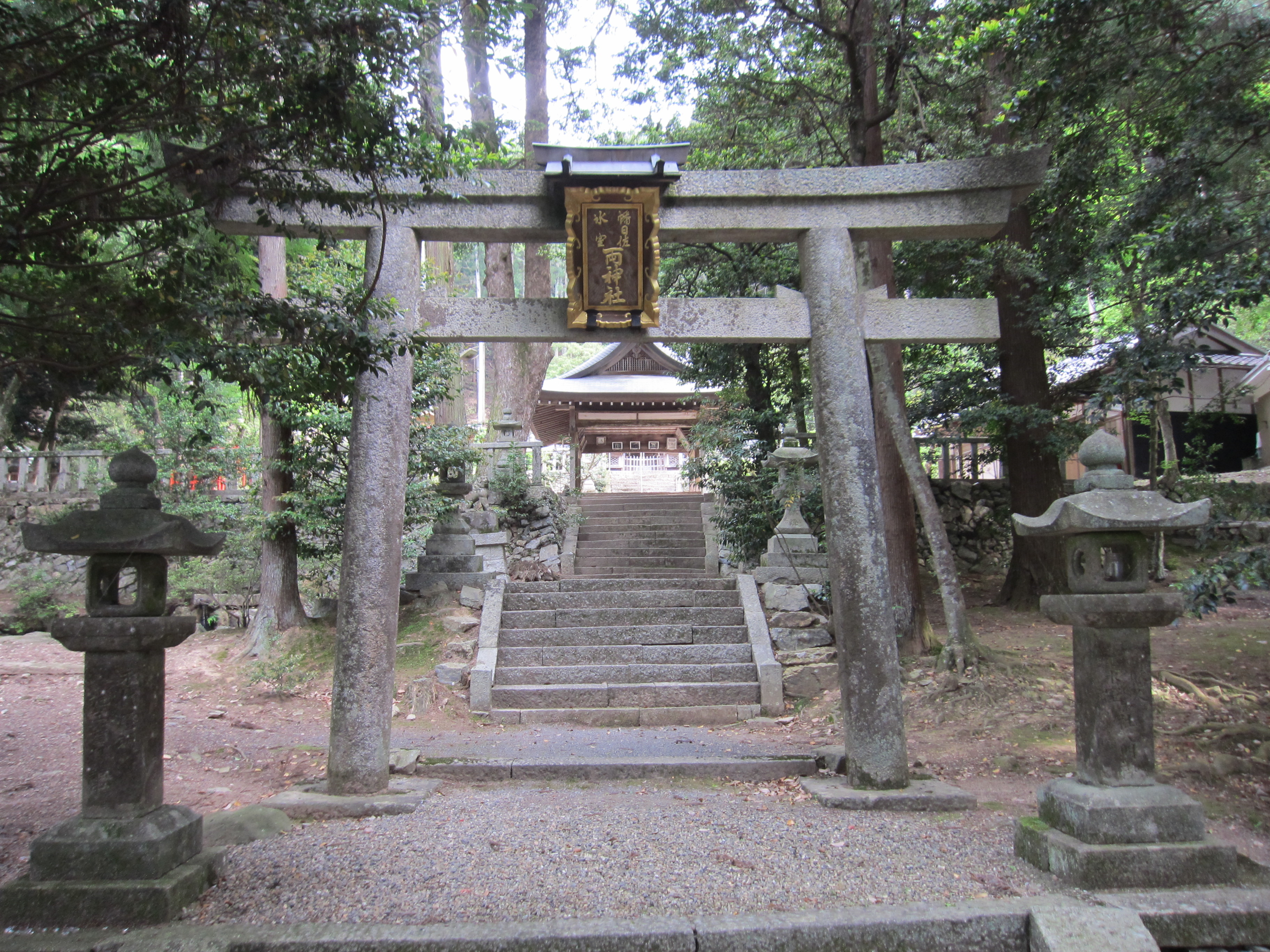
鳥居

幡日佐神社（はたひさじんじゃ）は、京都府南丹市にある神社。式内社で、旧社格は村社。
神吉にあった氷室神社を合祀したため、「幡日佐氷室両神社」とも呼称される。

## 祭神
- 品陀別命 （ほんだわけのみこと）
応神天皇に同じ。当社創建以来の祭神。
- 氷室命 （ひむろのみこと）
神吉にあった氷室神社の祭神で、江戸時代に合祀。

## 歴史

### 創建
かつて、当社裏の峠を越えた神吉下村（現・南丹市八木町神吉）には、朝廷の氷室（氷を貯蔵し夏に献上する場所）が設けられていたとされる。社伝によると、その地には「氷室大明神」が鎮座していた。その後、時期は不明ながらその分祠を氷所に立てたのが当社の創建という。当初は、現境内の南方に位置する故宮（古宮）の地に営まれ、「氷所大明神」と称したという。
そして和銅年間（708年-715年）、近在の美濃田村（現・亀岡市美濃田）にある幡谷山に8流の幡が天から下り、そのうちの1流は氷所大明神の境内樹にかかって金色の光を放っていた。これを機に、以後は社名を「幡久」と改めたと伝える。

### 概史
平安時代中期の『延喜式』神名帳では丹波国船井郡に「幡日佐神社」と記載され、式内社に列している。同じく『延喜式』には10ヶ所の氷室が記載されており、このうち丹波国桑田郡の「池辺」の氷室が当地の氷室に比定されている。また、この氷室は謡曲「氷室」の舞台にもなった。
天正19年（1591年）、故宮の地から移転し社殿が造営された。神吉下村の氷室大明神が戦国の戦乱で焼亡していたことから、寛文9年（1669年）に同神を合祀し、以後は「氷室幡久両社大明神」と称していた。
明治6年（1873年）、近代社格制度において村社に列格した。明治9年（1876年）、式内社の社名に基づき現在の「幡日佐神社」に改称した。社殿は大正10年（1921年）に焼失し、大正13年（1924年）に再建された。

## 境内
- 本殿 - 大正13年（1924年）の再建。流造で中央部に破風が設けられている。
- 拝殿
- 手水舎 - 裏山からの湧水を利用。

## 摂末社
- 若宮神社 - 祭神：応神天皇
- 粟島神社 - 祭神：少彦名命
- 稲荷神社 - 祭神：宇賀御魂神
- 諏訪神社 - 祭神：諏訪大明神

## 関係地

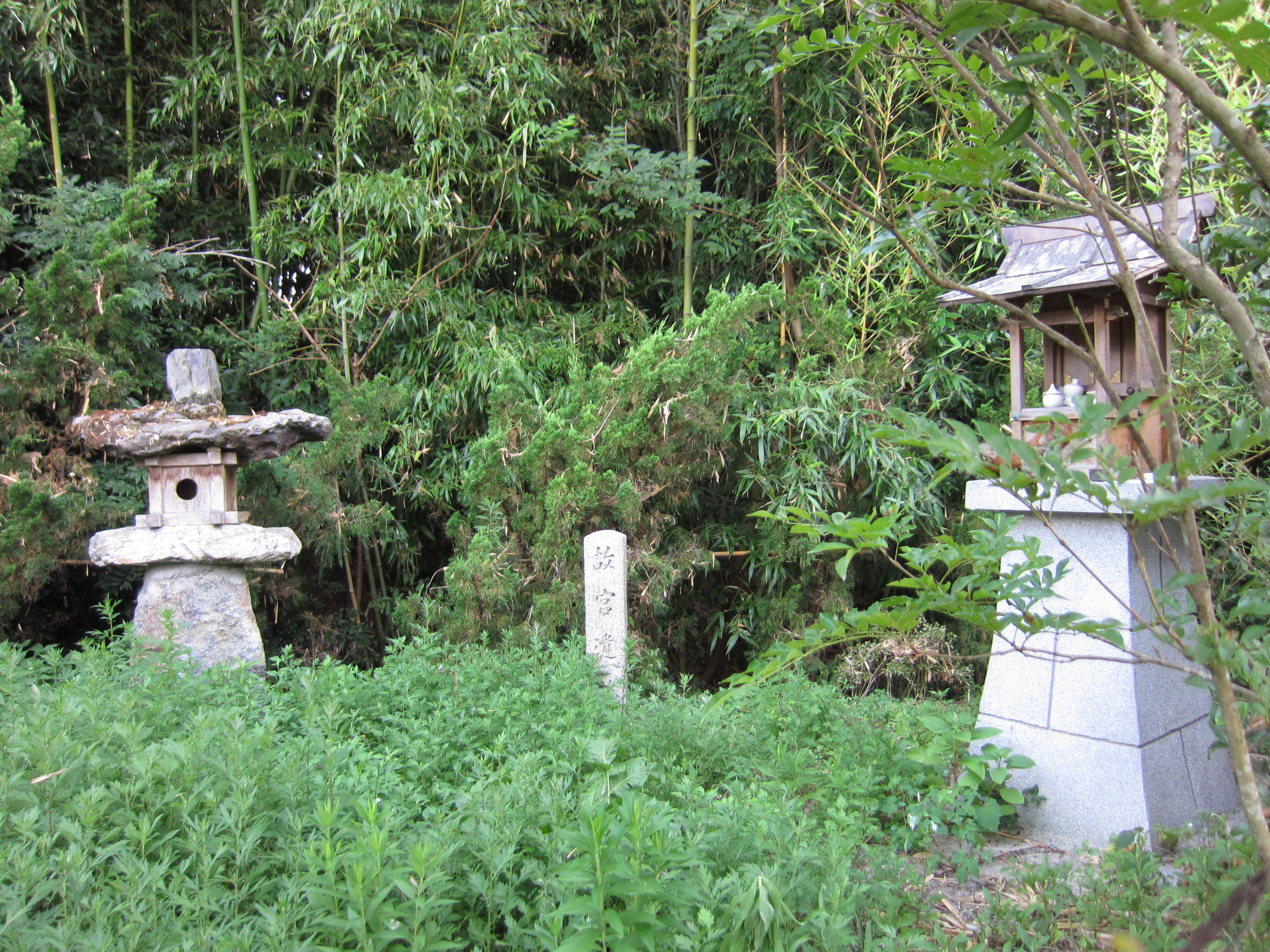
故宮遺跡

- 故宮跡 （南丹市八木町氷所、北緯35度5分20.50秒 東経135度33分18.50秒） - 「故宮遺跡」の石碑が立つ。

## 祭事
- 祈年祭 （2月11日）
- 粟島祭 （4月3日、9月3日）
- 氷室祭 （7月1日）
- 例祭 （10月21日） - 近隣の日置地区にある大送神社との間で夫婦神事が行われる。
- 新嘗祭 （11月23日）

## 現地情報
所在地
- 京都府南丹市八木町氷所中谷山11-73

交通アクセス
- 八木駅・吉富駅・園部駅（いずれもJR西日本嵯峨野線）から、京阪京都交通バスで「西所」バス停下車 （徒歩約10分）

周辺
- 大送神社 - 「大送神社の綱引き」で知られる。
- 氷室の郷（南丹市八木農村環境公園）